# Precedens
A precedens a jogban mintaesetet, irányadó esetet jelent, a szó köznyelvi értelme példa.

## Lényege
A precedens olyan korábbi jogeset, amely lényegi elemeinél fogva egy újabb esetre alkalmazható. A szűken értelmezett precedens voltaképpen a jogszabályt pótolja, így a bírói jogalkotás tipikus terméke olyan jogrendszerekben, amelyek az írott jogot kevésbé tekintik fontosnak (például angolszász jogrendszer). A magyar jog nem ismeri el a precedenseket, csupán ítéletek indokolásában lehet korábbi esetekre hivatkozni.

## Egy példa
A 20. század elején, amikor a gépkocsik terjedni kezdtek, nem volt jogszabály a gépkocsival okozott balesetekért való felelősségről. Állítólag az első ilyen perben az angol bíróság egy olyan indiai esetet vett alapul, amelyben a személyeket hordó elefánt elszabadult és kárt okozott másoknak.

## A precedens alkalmazása
A precedens megítélésének logikai folyamata hasonló az írott jogszabály alkalmazásához, de el is tér attól. 
A precedens alkalmazásának az előfeltételei:
- ne legyen az esetre egyedül irányadó írott jog,
- a korábbi és a jelenlegi eset lényeges jogi elemei egyezzenek meg,
- ne legyen azonos jogi és hasonló tényalapon olyan másik eset (precedens), amely a jelenlegi esetre alkalmazandó.